# Liste der Umweltminister von Brandenburg
Liste der Umweltminister von Brandenburg.

## Umweltminister Brandenburg (seit 1990)
| Name                            | Amtsantritt                       | Kabinett              | Partei    |
| ------------------------------- | --------------------------------- | --------------------- | --------- |
| Matthias Platzeck               | 1. November 1990 11. Oktober 1994 | Stolpe I Stolpe II    | SPD       |
| Eberhard Henne                  | 11. November 1998                 | Stolpe II             | SPD       |
| Wolfgang Birthler               | 13. Oktober 1999 26. Juni 2002    | Stolpe III Platzeck I | SPD       |
| Dietmar Woidke                  | 13. Oktober 2004                  | Platzeck II           | SPD       |
| Anita Tack                      | 6. November 2009 28. August 2013  | Platzeck III Woidke I | Die Linke |
| Jörg Vogelsänger                | 5. November 2014                  | Woidke II             | SPD       |
| Axel Vogel                      | 20. November 2019                 | Woidke III            | Grüne     |
| Katrin Lange (geschäftsführend) | 22. November 2024                 | Woidke III            | SPD       |
| Hanka Mittelstädt               | 13. Dezember 2024                 | Woidke IV             | SPD       |